# São Paulo Challenger 3 1982
Il São Paulo Challenger 3 1982 è stato un torneo di tennis facente parte della categoria ATP Challenger Series nell'ambito dell'ATP Challenger Series 1982. Il torneo si è giocato a San Paolo in Brasile dal 23 al 29 agosto 1982 su campi in terra rossa.

## Vincitori

### Singolare
Julio Goes ha battuto in finale  Ney Keller con il punteggio di 7–5, 6–1

### Doppio
Thomaz Koch /  Jose Schmidt hanno battuto in finale  Julio Goes /  Ney Keller con il punteggio di 6–4, 7–6